# Sheki Halva

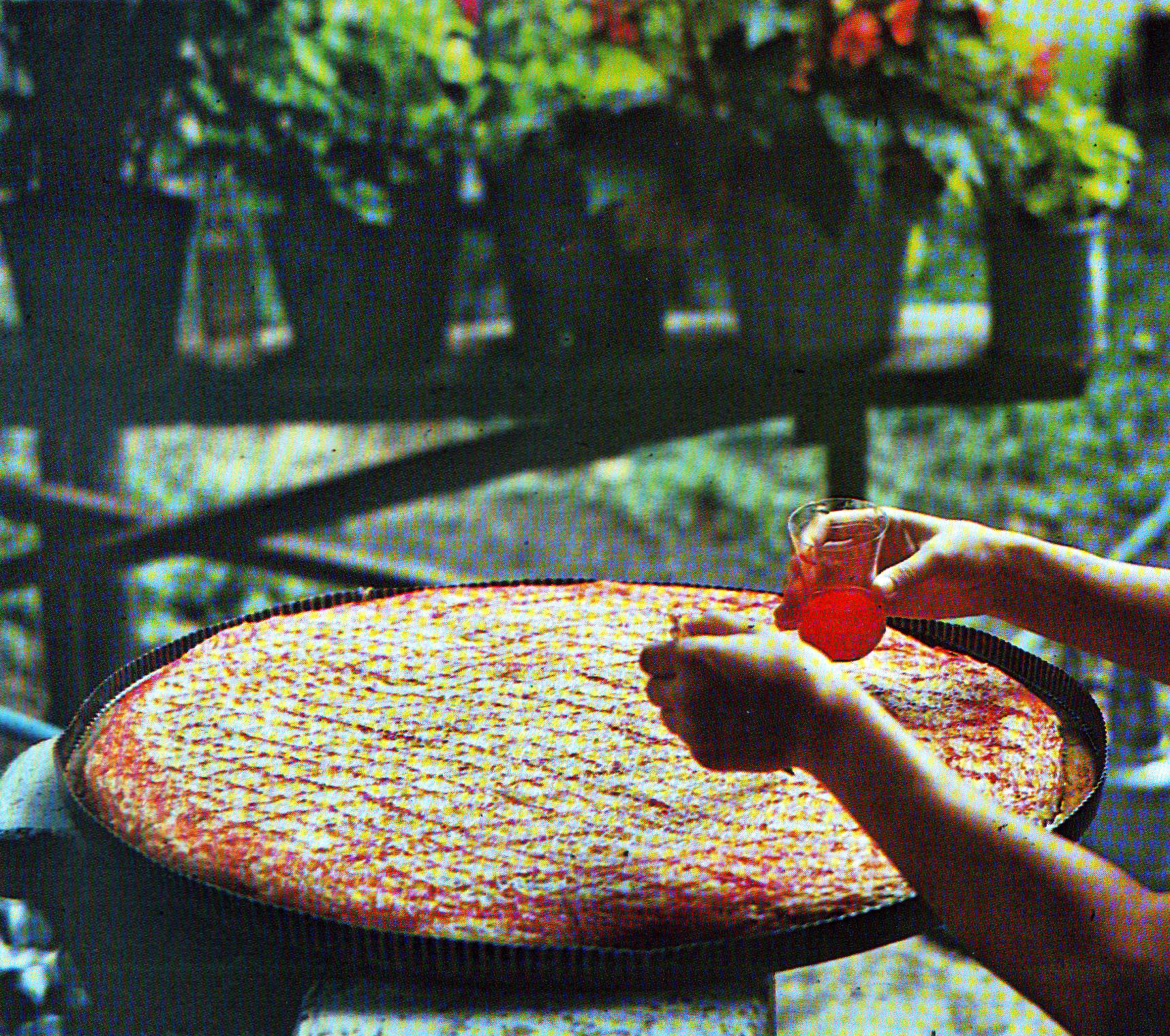

Sheki halva o pakhlava (Şəki halvası və ya Şəki paxlavası) - es un tipo de postre, que ha caracterizado la raión Sheki de Azerbaiyán.

## Historia
Hay unas versiones de origen de halva de Sheki. Según una de ellas, halva fue preparada por los cocineros de Sheki khan, que amaba postres dulces y ordenó cocinar algo muy dulce. En resultado los cocineros prepararon halva de Sheki, que se hacen famosos en esta región.
Una otra historia sugiere, que halva tiene su origen de Tabriz. Meshadi Husein, un comerciante llegó de Tebriz a Sheki y difundió la receta de halva entre los comerciantes locales.

## Сocina
La masa se hace de harina de arroz y se cocina en un saj, una plancha de hierro convexo. Se recoge la masa en una taza especial con pequeños agujeros en el fondo y se la vierte rápidamente, zigzagueando en diferentes direcciones sobre el saj caliente. Los delicados hilos de la masa forman un patrón de celosía en la plancha y se cocinan muy rápido. Las finas redes están listas para ser eliminadas del saj después de un minuto. Normalmente, seis capas de las bandas de masa forman la base. Se rellenan con la mezcla de nueces y especias y se cubren con más capas de bandas de masa. El tinte rojo distintivo está hecho de una mezcla de azafrán, zanahoria seca y remolacha. El halva se coloca en un saj sobre brasas calientes donde se cocina por hasta 10 minutos.Finalmente, el halva se retira del fuego y se vierte sobre él jarabe de azúcar o, en una versión más lujosa del dulce, miel. El halva se deja reposar mientras se absorbe el jarabe, luego está listo para comer.